# Многокаморная пушка

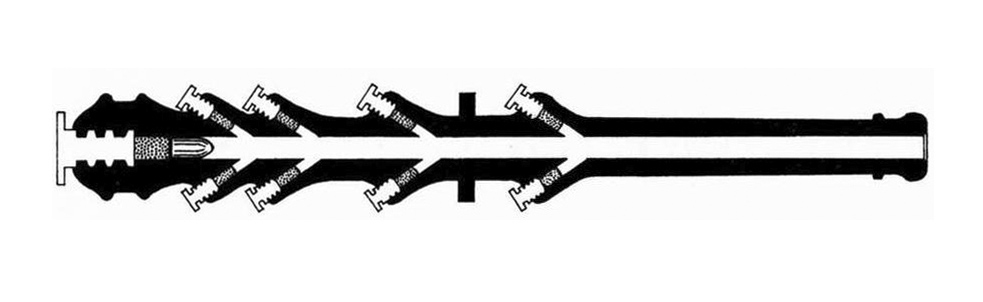
Устройство многокаморной пушки по схеме Перро

Многока́морная пушка — артиллерийское орудие, имеющее в дополнение к основному метательному заряду дополнительные заряды метательного взрывчатого вещества (ВВ), расположенные в дополнительных каморах по длине ствола через определённые промежутки.
Принцип многокаморности был изобретён в 1857г американским инженером Лайманом (Azel Storrs Lyman). В  1878 году французский инженер Перро (фр. Louis-Guillaume Perreaux) создал проект так называемой «теоретической пушки», оптимально использующей энергию метательного ВВ.
В пушках конструкций Лаймана и  Перро имелся один обычный пороховой заряд, расположенный в каморе казенника орудия, и несколько дополнительных зарядов метательного ВВ, размещённых в отдельных каморах, расположенных вдоль (по длине) ствола.
Дополнительные заряды метательного ВВ воспламенялись по мере прохождения снаряда по стволу, поддерживая в нем постоянное давление (в пределах прочности артиллерийского ствола).
Таким образом, «теоретическая пушка» имела практически постоянную кривую давления, а, значит, возможность придания метаемому снаряду начальных скоростей, недостижимых в классических артиллерийских орудиях из-за необходимости иметь недопустимо большое (для прочности ствола) начальное давление для достижения больших скоростей снаряда.
Добившись точного времени воспламенения зарядов (осуществляемого разными способами), теоретически можно значительно поднять начальную скорость снаряда, не увеличивая максимально допустимого давления в стволе орудия.
С 1857 по 1894 года американцы Лайман и Хаскель воплотили в металле несколько конструкций многокаморных орудий, применив обычный дымный (чёрный) порох. В частности, при испытаниях 6-дюймового (152-мм) орудия в 1870г была получена скорость снаряда около 333 м/c, а в 1884г - 611 м/с, т.е всего на 20% больше, чем у "обычного" орудия такого же калибра, при несравненно большей массе и сложности многокаморной пушки. 

После изобретения мощных бездымных порохов идеи Лаймана и Перро были забыты до Второй мировой войны.
Одним из воплощений принципа многокамерной пушки Перро явилась пушка Кондерса — одна из попыток создать «Оружие возмездия», известное под названием Фау-3, «Многоножка» и «Насос высокого давления».
Другой известной попыткой воплощения общего принципа «теоретической пушки» являлся «Проект Вавилон». Пушка «Большой Вавилон», сконструированная известнейшим артиллерийским конструктором пушек сверхбольшой дальности метания Джеральдом Буллом, имела кроме обычного метательного заряда, расположенного в каморе казенника гигантской пушки, ещё и присоединённый к снаряду удлинённый заряд метательного ВВ, который двигался по стволу пушки по мере его продвижения по стволу, тем самым поддерживая в стволе постоянное давление.